# Stahlhelm, Svaz frontových vojáků
Stahlhelm, Svaz frontových vojáků (německy Stahlhelm, Bund der Frontsoldaten; doslova Ocelová přilba, Svaz frontových vojáků) vznikl z bývalých frontových vojáků, kteří přežili první světovou válku, měli extrémně pravicové smýšlení a bojového ducha. Byl založen krátce po skončení první světové války 25. prosince 1918 důstojníkem v záloze Franzem Seldtem v Magdeburgu. Seldte byl předsedou spolku spolu s Theodorem Duesterbergem. Svaz byl blízký antidemokratické Německé národní lidové straně (DNVP), takže Stahlhelm často poskytoval (ozbrojenou) bezpečnost místnosti na schůzích strany. Spolek existoval v letech 1918–1935. K jeho rozšíření přispěl nábor mládeže, která měla svou Jugendstahlhelm. V jejím znaku byla dýka. Většina členů se stala aktivními nacisty, přijala členství v SA nebo také v NSDAP, a jejich děti vstoupily do Hitlerjugend. Těmito přestupy se organizace vyprázdnila, a proto byla roku 1935 zrušena. V roce 1951 s nástupem studené války v Evropě byl Stahlhelm znovu založen v Německé spolkové republice. Tato neofašistická organizace dosud působí v několika místech jako menšinový spolek, některé buňky již byly rozpuštěny.

## Původ jména

Znak Jungstahlhelm

Název sahá k ocelové přilbě představené v německé armádě v roce 1916. Pro mnoho vojáků na frontě se stal symbolem tvrdosti a obětavosti.

## 1918 až 1933

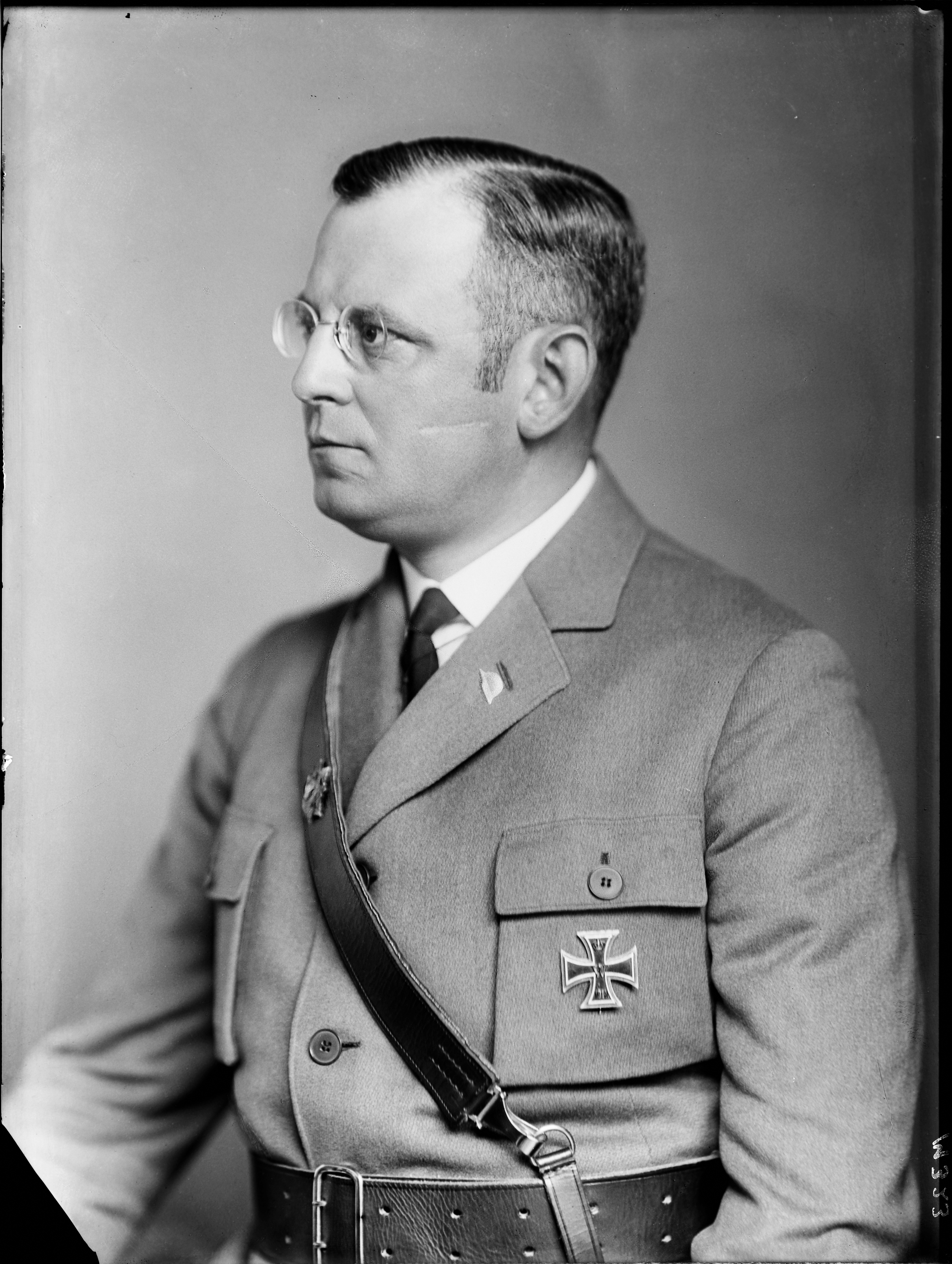
Franz Seldte

Stahlhelm byl založen 25. prosince 1918 v Magdeburgu z iniciativy důstojníka v záloze Franze Seldteho jako Stahlhelm-Bund der Frontsoldaten. Seldte byl jediným spolkovým vůdcem až do roku 1927, kdy začalo existovat dvojí vedení s tehdejším místopředsedou Theodorem Duesterbergem. Stahlhelm byl financován bývalým vojenským personálem a podnikateli, kteří se spojili v Německém gentlemanském klubu, a také velkými vlastníky půdy na východě Labe.
Stahlhelm se považoval za organizaci, v níž měla být uznávána práce všech účastníků války a byla v jasné opozici k politickému systému Výmarské republiky. Ve Stahlhelmu převládl světonázor, který silně vycházel z císařské éry. Bývalým frontovým vojákům židovského vyznání bylo členství odepřeno (viz Říšské sdružení židovských frontových vojáků). V samostatných pododdílech (Scharnhorstbund, Jungstahlhelm, Stahlhelm-Studentenring Langemarck, Landsturm) procházeli od roku 1924 vojenským výcvikem zainteresovaní dorostenci a starší muži bez frontových zkušeností. Členové a jejich vůdci se viděli jako personální rezerva pro Reichswehr, která byla mírovou smlouvou z Versailles omezena na 100 000 mužů. Počet členů se zvýšil na více než 500 000 členů do roku 1930. Stahlhelm byl druhým nejsilnějším polovojenským sdružením ve Výmarské republice po Reichsbanner Schwarz-Rot-Gold.
Přinejmenším do založení vlastního Stahlhelm-Frauenbund v roce 1928 byla Bund Königin Luise považována za neoficiální ženskou organizaci tohoto sdružení.

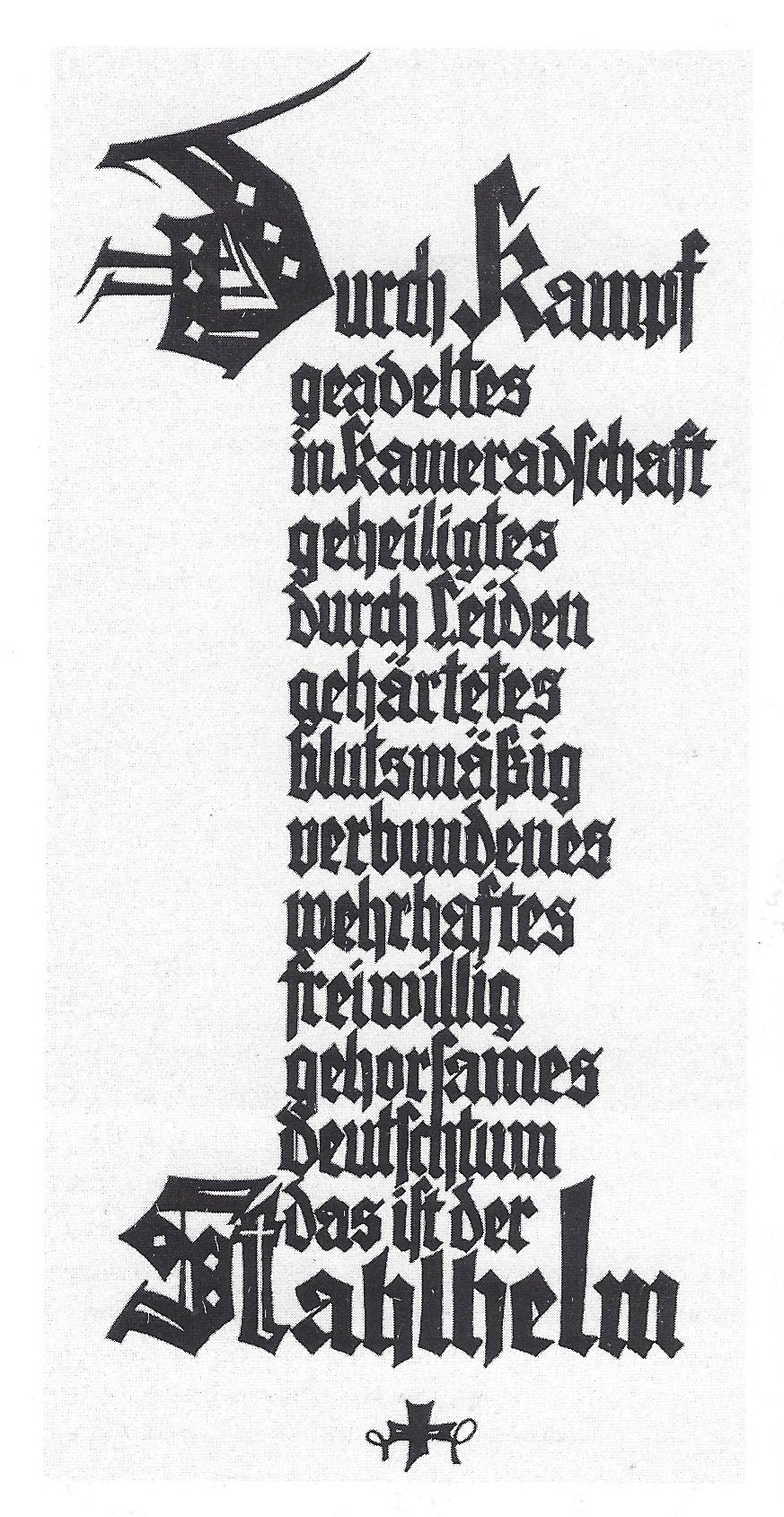
Motto Stahlhelm ve švabachu

Ačkoli se Stahlhelm oficiálně prezentoval jako nestranický, od roku 1928 se otevřeně jevil jako antirepublikánský a antidemokratický a také jako antisemitský a rasistický. Cílem bylo nastolení autokracie v Německu, příprava odvetné války a ustavení protiparlamentního korporativního státu. Ve „Fürstenwalder hate message“ ze září 1928 stálo: „Nenávidíme z celé duše současnou státní strukturu, její formu a její obsah“, protože představuje překážku „osvobození naší zotročené vlasti“. Z tohoto důvodu se ke konci Výmarské republiky členové Stahlhelmu označovali jako „němečtí fašisté“, na rozdíl od NSDAP. Mezi další základní požadavky patřilo vytvoření „völkisch Großdeutsches Reich“, boj proti sociální demokracii a „obchodnímu duchu judaismu“ a demokraticko-liberálnímu světovému názoru, přidělení vedoucích funkcí ve státě vojákům na frontu a politiku životního prostoru na východě.
V roce 1922 byl na programu „Dne frontových vojáků“ árijský odstavec o odstranění všech židovských členů. Rozhodnutí bylo odloženo a poté učiněno v roce 1924 s usnesením o „eliminaci rasových vlivů“. To vyvolalo politický, ekonomický a kulturní antisemitismus jako „šikaři“, „váleční prospěcháři“, „listopadoví zločinci“ a „židovskobolševici“, které byly od založení spolku ukotveny jako nepřátelské obrazy. Stejně jako ostatní organizace na politické pravici byl Stahlhelm rozhodně antikomunistickou formací.
V říjnu 1929 uvalil pruský ministr vnitra Albert Grzesinski zákaz státním sdružením Porýní a Vestfálska, který byl založen na nezákonné „terénní hře“ v Langenbergu (Porýní). Zákaz byl zrušen 16. července 1930.
Spolu s DNVP za Alfreda Hugenberga a NSDAP za Adolfa Hitlera zorganizoval Stahlhelm referendum proti Youngovu plánu.
Referendum o rozpuštění pruského zemského parlamentu se také vrátilo k iniciativě Stahlhelm. Sociálně demokratická vláda Svobodného státu Prusko byla dlouho trnem v oku pravicovým vůdcům svými akcemi proti protirepublikovým aktivitám a především zákazem Stahlhelmu v říjnu 1929. Duesterberg a Seldte se touto iniciativou také zaměřili na co nejširší sbírku pravičáků, která by měla sahat do národně a ekonomického liberálního tábora. DNVP a NSDAP naproti tomu spoléhali na polarizaci politického spektra mezi nimi a údajně marxistickými stranami. Teprve po zdlouhavých jednáních, poté, co referendum ze 6. srpna 1931 již ztroskotalo, se podařilo dohodnout společnou schůzi „Národní opozice“, která byla namířena zejména proti Brüningově vládě a Výmarské republice obecně. Harzburská fronta však nevedla k žádné trvalé spolupráci mezi pravicí. Jen pár dní po společné akci v Bad Harzburgu ztroskotala schůzka předních národních socialistů s vedením Stahlhelmu 17. října 1931, na níž měly být vyřešeny třenice mezi oběma organizacemi. V prvním hlasování prezidentských voleb v roce 1932 Stahlhelm postavil svého vlastního kandidáta Theodora Duesterberga a nepodpořil kandidáta národních socialistů Adolfa Hitlera.

## 1933 až 1935

### V Hitlerově vládě
30. ledna 1933 se Stahlhelmführer Seldte připojil k Hitlerovu kabinetu jako ministr práce. Prezident Hindenburg byl ochoten jmenovat Hitlera, kterého nenáviděl, kancléřem pouze díky tomu, že ho postavili konzervativci jako Franz von Papen, Hugenberg a Seldte. Seldte vstoupil do NSDAP v dubnu 1933. V srpnu 1933 se stal SA Obergruppenführerem. Říšským ministrem práce zůstal až do roku 1945.
11. února se Stahlhelm spojil s DNVP a vytvořil Černo-bíle-červenou bojovou frontu (Kampffront Schwarz-Weiß-Rot). Ve volbách do Reichstagu 5. března dosáhli jen osmi procent. 24. března všichni zástupci bojové fronty hlasovali ve prospěch Hitlerova zmocňovacího zákona.

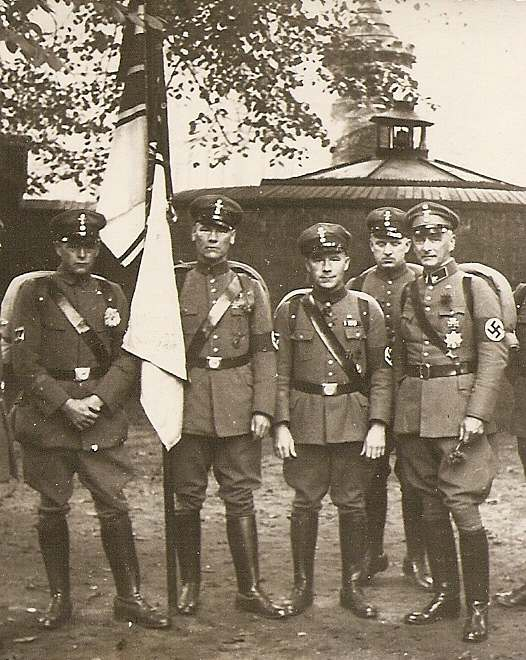
Členové Stahlhelm v roce 1934

### Odzbrojovací akce proti Stahlhelm Brunswick
Odzbrojovací akce proti Stahlhelm v Braunschweigu, což později nazvala NSDAP „Stahlhelm-Putsch“ v pondělí 27. března 1933, je příkladem tlaku na Stahlhelm. Přijetím bývalých členů Reichsbanneru došlo k místnímu pokusu o posílení významu spolku. Proti tomu směřovala masivní akce SA a SS, částečně ve spolupráci s místní policií, která zahrnovala dočasné uvěznění 1500 členů a vůdců Stahlhelmu a dočasný zákaz organizování. 1000 ze zatčených byli členové SPD a KPD. S mnoha žadateli o přijetí bylo špatně zacházeno.

### Sjednocení a rozpuštění
Poté, co Seldte 27. dubna 1933 prohlásil, že podřizuje sebe a Stahlhelm jako „semknutou vojenskou jednotku Führerovi“, byly Stahlhelm a jeho přidružené organizace a všechny ostatní militaristické organizace uvedeny do souladu s tím, že byly sloučeny do SA. Od července SA převzalo asi 314 000 členů mladších 35 let jako „vojenskou ocelovou přilbu“. Pod označením „SA Reserve I“ byli 36 až 45letí členové Stahlhelmu organizačně podřízeni vedení SA až do září 1933, ti starší 45 let jako „SA Reserve II“. V lednu 1934 se tyto spolky „spojily“ s SA. Zbytek dostal v březnu 1934 název „Národněsocialistický německý svaz frontových bojovníků (Stahlhelm)“. 7. listopadu 1935 Hitler rozpustil i tuto organizaci.

## Po roce 1945
V roce 1951, Der Stahlhelm e. V. byl v Kolíně znovu založen jako zapsaný spolek, jehož se účastnil i bývalý polní maršál Albert Kesselring. Staří nacisté a neonacisté i části pravicově extremistické scény se stále pojí s ideologií „Stahlhelm“, která se později stala „Der Stahlhelm e. V. – Bund der Frontsoldaten – Kampfbund für Europa“ a měla po určitou dobu své sídlo v Jorku v Dolním Sasku. Některá regionální sdružení se (k roku 2011) sama rozpustila.